# Thunder Creek (circonscription saskatchewanaise 1975-2016)
Pour les articles homonymes, voir Thunder Creek.
Circonscription électorale provinciale du Canada
Thunder Creek est une ancienne circonscription électorale provinciale de la Saskatchewan au Canada. Elle est représentée à l'Assemblée législative de la Saskatchewan de 1975 à 2016.
Une circonscription nommée Thunder Creek a également existé de 1912 à 1938.

## Géographie
La circonscription comprend les villes de Lumsden, Caronport (en), Regina Beach, Morse, Craik et Herbert, ainsi que les villages de Central Butte, Chaplin (en), Elbow, Mortlach (en), Riverhurst, Waldeck (en), Eyebrow et Bethune.

## Liste des députés
| Parlement                                   | Années        | Député          | Député               | Parti                     |
| Thunder Creek                               | Thunder Creek | Thunder Creek   | Thunder Creek        | Thunder Creek             |
| ------------------------------------------- | ------------- | --------------- | -------------------- | ------------------------- |
| 18e                                         | 1975–1978     |                 | Colin Thatcher (en)  | Libéral                   |
| 19e                                         | 1978–1982     |                 | Colin Thatcher (en)  | Progressiste-conservateur |
| 20e                                         | 1982–1985     |                 | Colin Thatcher (en)  | Progressiste-conservateur |
| 20e                                         | 1985-1986     | Richard Swenson |                      | Progressiste-conservateur |
| 21e                                         | 1986–1991     | Richard Swenson |                      | Progressiste-conservateur |
| 22e                                         | 1991–1995     | Richard Swenson |                      | Progressiste-conservateur |
| 23e                                         | 1995–1999     |                 | Gerard Aldridge (en) | Libéral                   |
| 24e                                         | 1999–2003     |                 | Lyle Stewart         | Saskatchewanais           |
| 25e                                         | 2003–2007     |                 | Lyle Stewart         | Saskatchewanais           |
| 26e                                         | 2007–2011     |                 | Lyle Stewart         | Saskatchewanais           |
| 27e                                         | 2011–2016     |                 | Lyle Stewart         | Saskatchewanais           |
| Circonscription dissoute dans Lumsden-Morse |               |                 |                      |                           |